# Rio Sucuru
Rio Sucuru är ett periodiskt vattendrag i Brasilien.   Det ligger i delstaten Paraíba, i den östra delen av landet, 1 500 km nordost om huvudstaden Brasília.
Omgivningarna runt Rio Sucuru är huvudsakligen savann. Runt Rio Sucuru är det glesbefolkat, med 8 invånare per kvadratkilometer.